# Van Praetbrug
De Van Praetbrug is een dubbele liggerbrug over het Zeekanaal Brussel-Schelde en over de N201 in de stad Brussel.
De wegbrug werd gebouwd in 1956 en bestaat uit twee stalen overspanningen van 41,4 m elk. De brug heeft een lengte van 83 m en een breedte van 30,55 m. De wegbrug maakt deel uit van de R21, de Middenring van Brussel.
De trambrug werd gebouwd in 1978 en bestaat uit 11 betonnen overspanningen van verschillende lengte met een grootste overspanning van 42 m over het kanaal. De trambrug heeft een lengte van 126 m en een breedte van 8,7 m. De trambrug is veel langer omdat deze later werd aangelegd dan de wegbrug, die grotendeels op een dijk ligt.
De Brusselse tramlijn 7 volgt grotendeels de R21 en rijdt over de Van Praetbrug. Tramlijn 10 komt van de Werkhuizenkaai (N201) via een lange helling naar boven en sluit in beide richtingen aan op de tramsporen op de Van Praetbrug.
De Van Praetbrug heeft een doorvaarthoogte van 5,8 m.
Van Praetbrug · Budabrug · Viaduct van Vilvoorde · Salangaanbrug · Europabrug · Willemsbrug · Verbrande Brug · Humbeekbrug · Jan Bogaertsbrug · Brielenbrug · Ringbrug · Vredesbrug · IJzerenbrug · Victor Dumonbrug · Boulevardbrug · Nijverheidsbrug